# Син Сатане
Син Сатане (фр. A Son of Satan) амерички је црно-бели неми хорор филм из 1924. године, редитеља и сценаристе Оскара Мишоа, у коме главне улоге тумаче: Ендру Бишоп, Лоренс Шено, Шинџи Хауард и Една Мортон. Сниман је у Бронксу и Роаноку.
Филм је био цензурисан и наишао је на велике проблеме са дистрибуцијом, због свог садржаја. Њујоршки цензори забранили су његово приказивање због сцена изразитог насиља над женама и животињама (једна мачка је убијена за потребе снимања). Пошто данас не постоји ниједна позната копија, филм се сматра изгубљеним.

## Радња
Радња прати несрећног човека који прихвата понуду да проведе ноћ у уклетој кући.

## Улоге
- Ендру Бишоп
- Лоренс Шено
- Шинџи Хауард
- Една Мортон
- Емет Ентони
- Монте Хаули
- Ида Андерсон
- Е. Џ. Тејтум
- Динк Стјуарт
- В. Б. Ф. Кровел
- Оливија Севал
- Милдред Смолвуд
- Бленш Томпсон
- Маргарет Браун
- Професор Хосај